# Wilbert Willems
Wilbert Jan Willems (Tilburg, 2 november 1946) is een Nederlands politicus van GroenLinks. Hij was onder meer Tweede Kamerlid en wethouder van Breda.

## Voor de politiek
Willems is de zoon van Joan Willems die voor de Partij van de Arbeid tussen 1946 en 1970 lid was van de Tweede Kamer. Willems volgde tussen 1958 en 1965 het gymnasium aan het Rooms-Katholieke St.-Odulphuslyceum in Tilburg. Tussen 1965 en 1968 studeerde Wilbert Willems rechten aan de Katholieke Hogeschool Tilburg en was actief in de katholieke jongerenbeweging. Hij haalde zijn kandidaats in 1968. Hij was stafmedewerker van de Katholieke Jeugdraad voor Nederland (KJR) tussen 1968 en 1973. Tussen 1970 en 1973 was hij algemeen secretaris Stichting internationale jeugduitwisseling. Tussen 1973 en 1977 was hij algemeen secretaris van de KJR. Hij was ook actief in de Pacifistisch Socialistische Partij (PSP), waarvan hij sinds 1973 lid was. Tussen 1974 en 1978 was hij lid van de Tilburgse gemeenteraad. In 1977 werd hij coördinator steungroep welzijnswerk Midden-Langstraat. In 1978 werd hij politiek secretaris van het PSP gewest Noord-Brabant. In deze periode was hij ook lid van het bestuur van de Stichting Burgerlijke ongehoorzaamheid.

## Politieke werkzaamheden
Hij werd in 1981 lid van de Tweede Kamer voor de PSP. Hij was woordvoerder op het gebied van onderwijs, binnenlandse zaken, welzijn en milieu. In 1981 interpelleerde hij minister Jos van Kemenade van Onderwijs, Wetenschap en Cultuur over de verhoging van de collegegelden voor het wetenschappelijk onderwijs. In 1983 diende hij een initiatiefvoorstel in om de duur van de vervangende dienstplicht gelijk te stellen aan de normale dienstplicht. Dit voorstel werd in 1994 teruggetrokken. In 1984 interpelleerde hij minister Jan de Koning van Sociale Zaken en Werkgelegenheid over problemen met een aantal tewerkstellingsprojecten in het kader van de Wet gewetensbezwaren militaire dienst. In 1985 interpelleerde bij minister Pieter Winsemius over de storting van radioactief afval. Tussen 1982 en 1986 was hij plaatsvervangend lid van het presidium.
Bij 1986 haalde PSP maar een zetel. Willems werd ambteloos burger. Hij studeerde twee jaar rechten (vrije studierichting) aan de Katholieke Universiteit Brabant. In 1987 werd hij lid van de Provinciale Staten van Noord-Brabant voor Links Brabant, een samenwerkingsverband van de PSP en de PPR. Hij was fractievoorzitter. In 1989 was hij kortstondig beleidsmedewerker uitkeringsgerechtigden bij de FNV. In 1989 werd hij wederom lid van de Tweede Kamer, nu als PSP-kandidaat op de GroenLinks-lijst. In 1990 interpelleerde hij minister Hanja Maij-Weggen over de verhoging van de boete voor zwartrijden in het openbaar vervoer. In 1990 interpelleerde hij minister Ernst Hirsch Ballin over de strafrechtelijke vervolging in verband met vernielingen op het kazerneterrein De Lunetten. In hetzelfde jaar interpelleerde hij minister Ien Dales over de werving van Filipijnse informanten door de BVD. Tussen 1992 en 1994 was hij lid van de parlementaire enquêtecommissie inzake het functioneren van uitvoeringsorganen in de sociale zekerheid. In 1993 diende hij een Kamerbreed gesteunde motie in waarin werd bepleit burgers in een vroegtijdig stadium te betrekken bij vorming van beleid. In 1994 verliet hij de kamer.

### Na de landelijke politiek
In 1997 startte hij het adviesbureau DEND, dat zich bezighield met samenleving en cultuur. Tussen 2003 en 2004 was hij waarnemend directeur en gedelegeerd bestuurder Press Now. In de periode 2006 - november 2012 was hij wethouder voor cultuur, verkeer en milieu in de gemeente Breda. Hij stapte op nadat hij naar eigen zeggen te weinig vertrouwen kreeg van de gemeenteraad. In 2008 werd hij benoemd tot Ridder in de Orde van Oranje-Nassau.
- Parlement.com: vg09llmvo7y7